# Botanischer Garten der Universität Basel

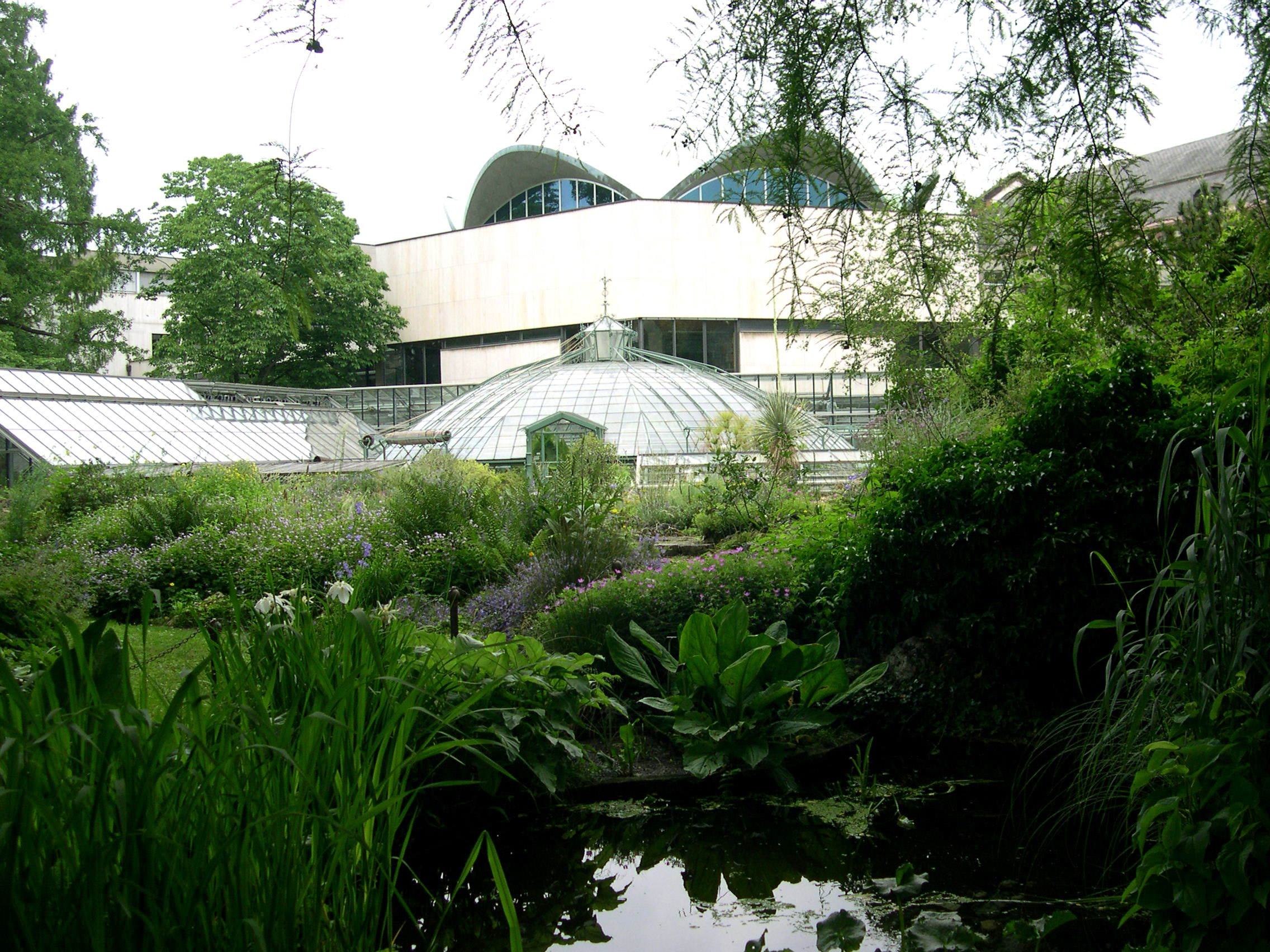
Botanischer Garten der Universität Basel. In der Bildmitte das Viktoriahaus, im Hintergrund die Universitätsbibliothek

Der Botanische Garten der Universität Basel ist ein öffentlicher botanischer Garten in Basel. Mit seiner Gründung im Jahr 1589 ist er der älteste botanische Garten der Schweiz. 
Er gehört zum Botanischen Institut der Universität Basel, an das er angrenzt.  Er ist ganzjährig geöffnet und besteht aus einer Aussenanlage mit verschiedenen Anpflanzungen (Trockenbord, Gehölze, Alpinum, Farnschlucht, Mittelmeergarten, Schaukästen, systematische Abteilung nach Cronquist) und vier Gewächshäusern (Tropenhaus, Viktoriahaus, Sukkulentenhaus, Kalthaus).

## Geschichte
Der Botanische Garten der Universität Basel wurde 1589 im Unteren Kollegium der Universität am Rheinsprung angelegt. Er ist der älteste botanische Garten der Schweiz und knüpft seinerseits an noch ältere, private Gärten an, die Basler Apothekern oder Ärzten gehörten und Material zu Studienzwecken und zur Herstellung von Heilmitteln lieferten. Auch hatte es bereits in den nach der Reformation (1529) aufgehobenen Klöstern eigene Gärten gegeben, und in Basel angefertigte Herbarien sowie Kräuterhandschriften und -druckschriften zeugen von einer langen Tradition der Beschäftigung mit der Botanik.
Die Gründung des Universitätsgartens hing mit der Einrichtung einer bis 1822 kombinierten Professur für Anatomie und Botanik im Rahmen des medizinischen Lehrangebots zusammen. Die Aufteilung war jahreszeitenbedingt. Der Sommer eignete sich für den Unterricht in Heilpflanzenkunde, der Winter für die Sektion von Leichen, da diese dann weniger schnell verwesten. Der erste Professor auf diesem Lehrstuhl war Caspar Bauhin, einer der «Väter der Pflanzenkunde», und die Basler Botanik erlangte einiges Ansehen. Im 18. Jahrhundert hielt die Universität in der Rückschau fest, dass das Studium der Botanik in Basel «jeweilen eyfrig und vielleicht mehr als auf irgend einer andern Universitaet betrieben worden» sei.

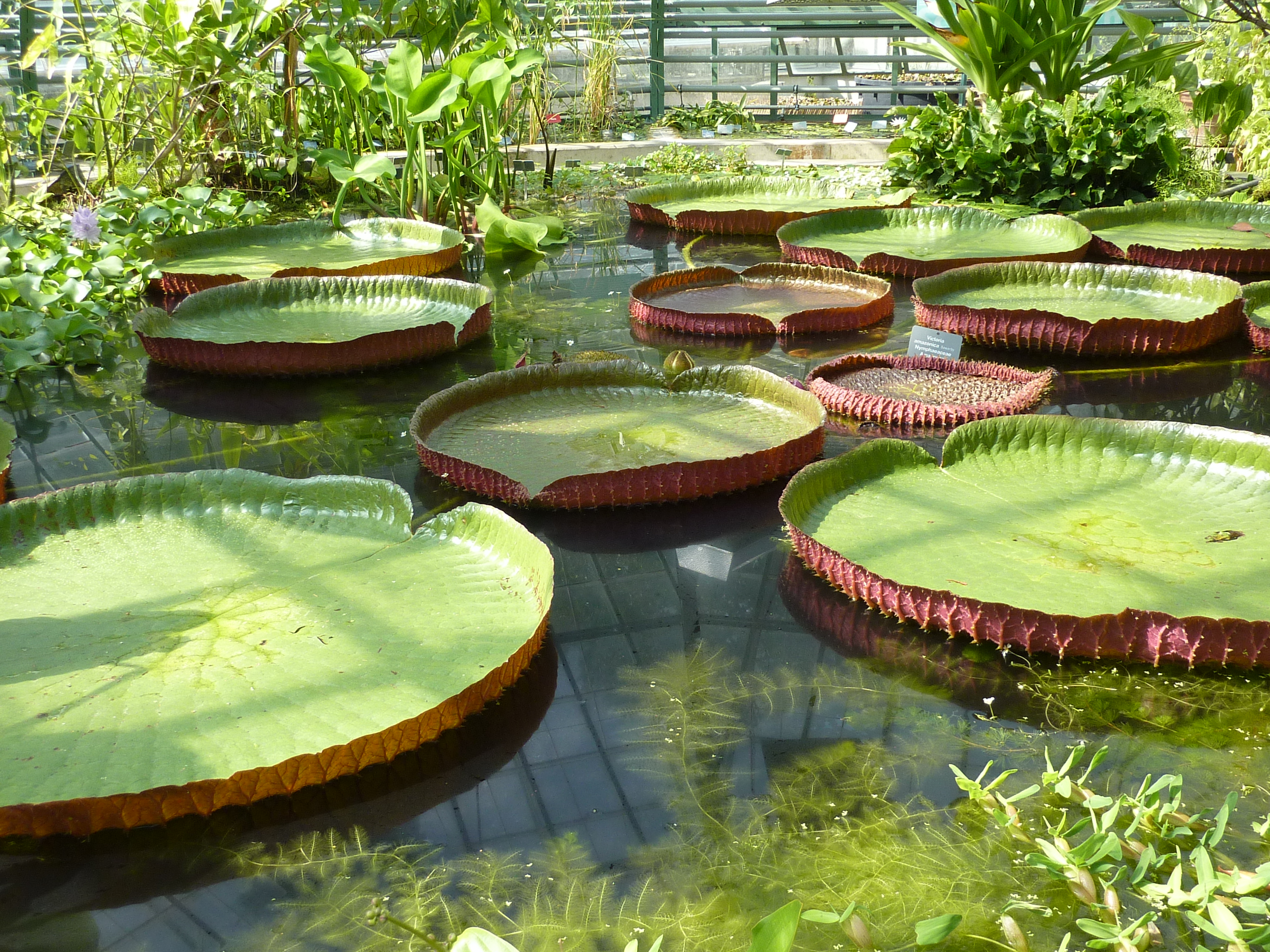
Im Viktoriahaus

1692 verlegte man den sogenannten «hortus medicus» oder «Doktorgarten» in den ehemaligen Klostergarten bei der Predigerkirche, allerdings ohne für geeignete Einrichtungen und Finanzmittel zu sorgen. Teils musste der Lehrstuhl aus eigener Tasche Geld zuschiessen, teils mussten die Promotionsgebühren herhalten. Der Gärtner erhielt nur unregelmässig ein «Gratiale» (Zuschuss) und pflanzte anstelle medizinischer Kräuter  für seinen eigenen Lebensunterhalt nützliche Pflanzen an. Die medizinische Fakultät beklagte 1765, der Garten «sei in einen sehr elenden und schlechten Zustand gerathen». Nach der Übernahme der Anatomie- und Botanikprofessur durch Werner de Lachenal (1736–1800) 1776 und dank dessen Lobbying entstand bis Ende des 18. Jahrhunderts eine taugliche Infrastruktur, und die botanischen Studien kamen wieder in Gang. Lachenal erreichte den Bau einer eigenen Professorenwohnung im botanischen Garten, die finanzielle Besserstellung des Gärtners und einen regelmässigen Jahresbeitrag an den Unterhalt des nun öffentlichen Gartens.
Zwar gelang es, den Garten unbeschadet durch die für die Universität schwierige Zeit der Helvetischen Republik zu bringen, aber es scheint abermals ein schleichender Verfall eingesetzt zu haben; zumindest genügte der Garten den gestiegenen Ansprüchen an der Zurschaustellung seltener und exotischer Pflanzen nicht mehr und diente abermals dem Gärtner als Einkommensquelle, wie gleich mehrere Professoren 1854 konstatierten. Damals stand der Garten vor dem Aeschentor, wohin er wegen des Ausbaus des Markgräflerhofs zum städtischen Spital 1836 verlegt worden war. Eine dauerhafte finanzielle Basis hat der Garten erst seit 1862.
Bedingt durch den Bau des Botanischen Instituts 1896 wechselte der Garten wieder seinen Standort und wurde 1897 unmittelbar an das Institut angrenzend neu angelegt. 1921 und 1966–1967 geschahen weitgehende Umgestaltungen. Das Viktoriahaus, das 1898 eigens für die Riesenseerose Victoria regia gebaut wurde, ist von architektonischem Interesse. Sein zentralsymmetrischer Bautyp mit Kuppel geht auf die Gewächshäuser von Joseph Paxton zurück, die dieser extra für die Victoria regia entworfen hatte. Als historisch wertvolles Eisen-Glas-Gebäude wurde es 1996 originalgetreu renoviert.

## Lage
Botanischer Garten und Institut befinden sich in Sichtweite des Spalentors, auf dem ehemaligen Areal des Spalengottesackers. Dieser war 1824–1868 in Betrieb und wurde dann aufgrund der Eröffnung des Gottesackers Kannenfeld, des heutigen Kannenfeldparks, geschlossen.

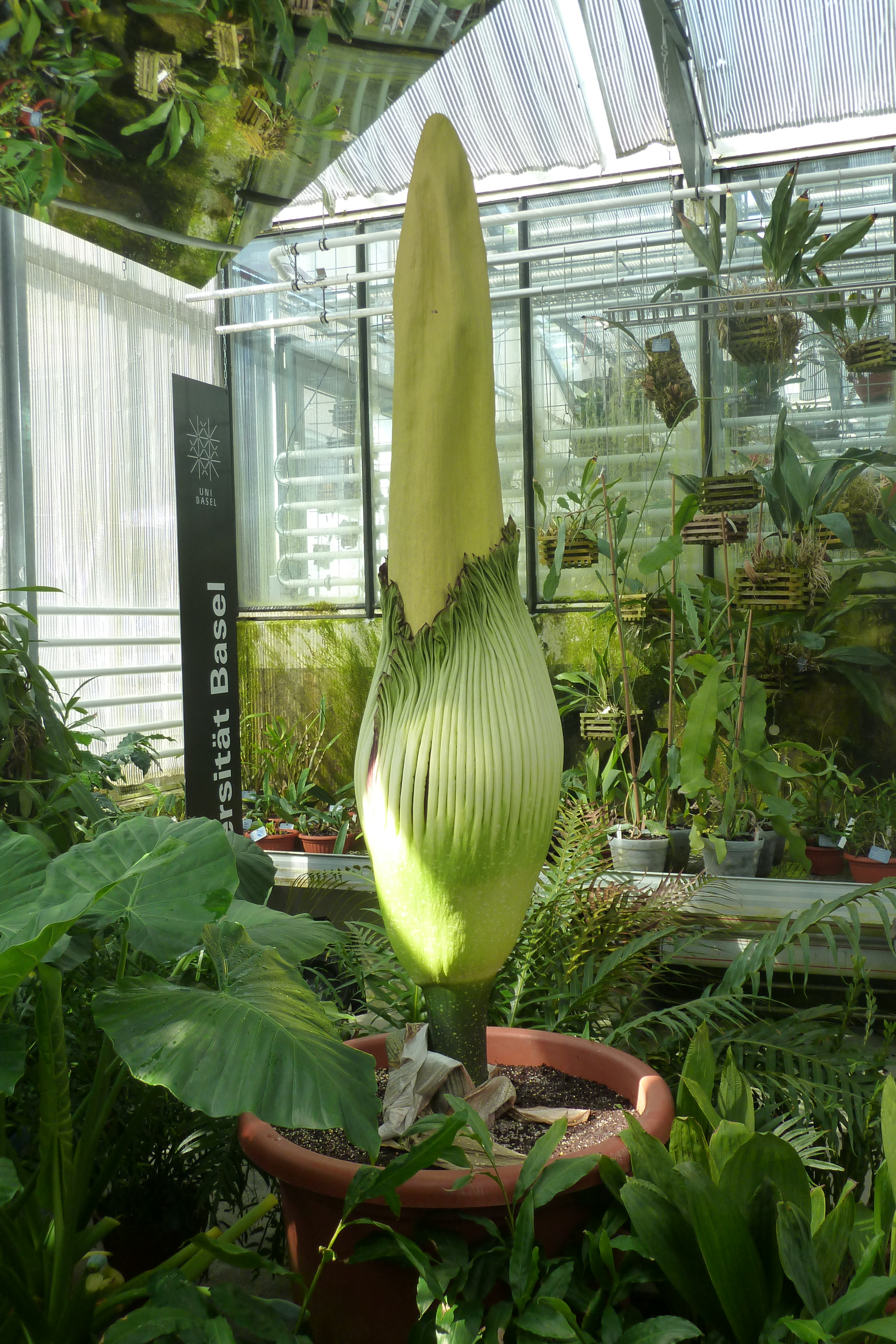
Blume der Titanwurz im Botanischen Garten, April 2011

In unmittelbarer Nachbarschaft stehen die gleichaltrige Universitätsbibliothek Basel, das Vesalianum (Physiologische Anstalt, 1883) und das Bernoullianum (Anstalt für Physik, Chemie und Astronomie, 1874). Zusammen bildeten sie Ende des 19. Jahrhunderts einen Universitätskomplex, der 1939 durch das neue Kollegiengebäude der Universität komplettiert wurde.
Im Osten vom botanische Garten befindet sich eine Parkanlage, der Petersplatz.